# Heuerhausgruppe Ostrittrum
Die Heuerhausgruppe Ostrittrum in Dötlingen-Ostrittrum, Am Brink 2 und 2a, Ecke Rittrumer Straße, stammt aus dem 18. und 19. Jahrhundert. Aktuell (2023) werden die Hallenhäuser als Wohnhäuser mit Büros genutzt.
Die Gebäude stehen unter Denkmalschutz (siehe auch Liste der Baudenkmale in Dötlingen).

## Geschichte
Die Heuerhausgruppe von um 1800 besteht aus zwei kleinen Hofanlagen mit zwei Hallenhäusern und einem Stall:
- Dem eingeschossigen traufständigen Wohn- und Wirtschaftsgebäude von 1779 (Inschrift) in Fachwerk mit sichtbaren Steinausfachungen, Unterrähmgefüge und mit reetgedecktem Krüppelwalmdach mit Uhlenloch und Schleppdachgauben sowie mit Dielengerüst mit profilierten Querkopfbändern und Flett (Küche) mit beidseitigen Luchtbalken (Unterzügen) auf Knaggen. Der Wohnteil wurde im 19. Jahrhundert erneuert.[2]
- Dem eingeschossigen giebelständigen Wohn- und Wirtschaftsgebäude von um 1800 mit sichtbaren Steinausfachungen und mit reetgedecktem Krüppelwalmdach mit Uhlenloch[3]
- Dem eingeschossigen, vermutlich versetzten, giebelständigen Stall aus der Mitte des 19. Jahrhunderts in Fachwerk, teils verbrettert, teils mit Stakungen und teils mit Backsteinausfachungen sowie mit Satteldach und neuen südseitigen Fenstern.[4]

Heuerhäuser für Bedienstete gehörten zu einem Bauernhof. Den Heuerleuten oder Heuerlingen, oft später geborene Söhne, gehörte zumeist auch ein Stück Land als Pachtbesitz. Heuerhäuser waren häufig eine kleine Ausfertigung eines Bauernhauses mit Platz für wenige Kühe, einige Schweine und vielleicht zwei Pferde.
Das Landesdenkmalamt befand: „… geschichtliche Bedeutung … für den Bautyp des Heuerhauses, für die Volkskunde und für die Sozialgeschichte …“